# Akademische Mittagspause der Universität Heidelberg
Die Akademische Mittagspause ist eine in jedem Sommersemester stattfindende Veranstaltungsreihe in der Universitätskirche (Peterskirche) der Ruprecht-Karls-Universität Heidelberg.

## Geschichte
Die Akademische Mittagspause wurde erstmals im Sommersemester 2011 anlässlich der Feierlichkeiten zum 625-jährigen Bestehen der Universität Heidelberg durchgeführt. Seitdem wird sie alljährlich im Sommersemester durch eine Fakultät (Hochschule) oder Einrichtung der Universität ausgerichtet. Dabei hält ein Wissenschaftler jeden Werktag um 13:00 Uhr in der Universitätskirche ein fünfzehnminütiges Kurzreferat, dem sich eine fünfzehnminütige Diskussion mit dem Auditorium anschließt. Ziel ist, eine breite Auswahl aktueller wissenschaftlicher Fragen und Diskussionen einem fachfremden Publikum verständlich zu vermitteln.
Die erste Veranstaltungsreihe 2011 wurde vom Zentrum für Astronomie der Universität Heidelberg zu dem Thema „Uni(versum) für alle! Halbe Heidelberger Sternstunden“ durchgeführt. Seit 2015 sind die Vorträge auch auf dem YouTube-Kanal der Universität Heidelberg online zu sehen. 2020 und 2021 fiel die Akademische Mittagspause bedingt durch die Corona-Pandemie aus.

## Veranstaltende Fakultäten
Die veranstaltenden Fakultäten und Einrichtungen waren bisher:
- 2011: Zentrum für Astronomie der Universität Heidelberg – „Uni(versum) für alle! Halbe Heidelberger Sternstunden“[1]
- 2012: Südasien-Institut der Universität Heidelberg – „SAI dabei! In 50 Fragen durch Südasien“
- 2013: Neuphilologische Fakultät der Universität Heidelberg – „Texte. Seit 1386. Gedichte. Kurzprosa. Sprachdaten.“
- 2014: Medizinische Fakultät der Universität Heidelberg – „Behandlung, Forschung und Innovation“
- 2015: Heidelberg Center for the Cultural Heritage (HCCH) und Sonderforschungsbereich 933 „Materiale Textkulturen“ – „5300 Jahre Schrift – eine kleine Menschheitsgeschichte in 61 Motiven“
- 2016: Interdisziplinäres Zentrum für Wissenschaftliches Rechnen (IWR), MAThematics Center Heidelberg der Universität Heidelberg (MATCH) und Heidelberger Institut für Theoretische Studien (HITS) – „Sprechen Sie Mathematik?“
- 2017: Theologische Fakultät der Universität Heidelberg und Hochschule für Kirchenmusik Heidelberg (HfK) – „„… ist nichts krefftiger denn die musica“ (Luther)“
- 2018: Fakultät für Biowissenschaften der Universität Heidelberg – „Von Anstandsdame bis Zebrafisch – 56 Reisen in den Kosmos Leben“
- 2019: Juristische Fakultät der Universität Heidelberg – „Recht verstehen, Recht gestalten – Herausforderungen des juristischen Denkens“
- 2020: ausgefallen aufgrund der COVID-19-Pandemie
- 2021: ausgefallen aufgrund der COVID-19-Pandemie
- 2022: Heidelberg Center for Cultural Heritage – „Sammellust! Die Heidelberger Universitätssammlungen in Forschung, Lehre und Vermittlung“
- 2023: Exzellenzcluster STRUCTURES – „Strukturen in der Welt“ gemeinsam mit der Hochschule für Kirchenmusik
- 2024: Health + Life Science Alliance Heidelberg Mannheim  – Behandlung menschlicher Krankheiten und die wissenschaftlichen Grundlagen für neue Therapien